# Juha Tiainen
Juha Tiainen (Uukuniemi, 5 de dezembro de 1955 – Lappeenranta, 28 de abril de 2003) foi um atleta finlandês, especialista no lançamento do martelo, campeão olímpico desta modalidade em Los Angeles 1984.
Seis vezes campeão finlandês do lançamento do martelo, sua melhor marca foi de 81,52 m conquistada em 1984, pouco antes dos Jogos de Los Angeles, em Tampere. Depois de encerrar a carreira, tornou-se técnico de atletismo mas também trabalhava como policial. Morreu aos 47 anos de pneumonia.